# فالریا
فالریا (به ایتالیایی: Faleria) یک کومونه در ایتالیا است که در استان ویتربو واقع شده‌است.

## خصوصیات
فالریا ۲۵٫۷ کیلومترمربع مساحت و ۲٬۱۳۶ نفر جمعیت دارد و ۲۰۲ متر بالاتر از سطح دریا واقع شده‌است.